# Central sporting club
Le Central Sporting Club , situé au 57 rue du Faubourg-Saint-Denis, au gymnase Christmann, dans le 10e arrondissement de Paris, était une salle de boxe très populaire au début du XXe siècle.

## Histoire
Après la Première Guerre mondiale, Christmann se retire et offre à Philippe Roth de prendre la succession du gymnase du faubourg Saint-Denis, associé au boxeur Ernest Jeanmenne. Le Central sporting club est fondé le 24 avril 1920. En 1926, Le hangar sombre au sol de sable, parsemé d'agrès, devient la salle claire, aérée, à température variable du Central sporting club. 
Roth acquiert les locaux en novembre 1930. Elle est dirigée par Philippe Roth de 1930 à 1936. Jeanmenne redevient directeur technique en 1937 et Roth en reste le gérant, avec Auguste Muelle, jusqu'en 1941, quand il cède la gérance à Henri Oquinarena, dit Oquinarenne,.
De nombreux boxeurs y ont débuté. Marcel Thil fait ses débuts professionnels au « Central sporting club » en 1926. Jean Bretonnel y entrainait ses boxeurs.
Des matchs de catch s'y déroulèrent également dans les années 1950 avec « L'Ange blanc » ou « Le bourreau de Béthunes ».
La salle ferme en 1968.
En 1976, l'ancien Central accueille l'École internationale de théâtre du mouvement fondée par Jacques Lecoq.

## Cinématographie
Plusieurs films ont montré cette salle :
- L'Air de Paris (1954) de Marcel Carné avec Jean Gabin. Victor le Garrec (Jean Gabin) est le  manager  d'un jeune boxeur, André Menard (Roland Lesaffre), qui prépare un combat de boxe au Central. Le film tourne autour du combat de boxe au Central.
- L'impossible Monsieur Pipelet (1955) avec Michel Simon. Une scène représente un combat de boxe au Central.
- Compartiment tueurs (1965) avec Yves Montand. René Cabourg (Michel Piccoli) assiste à un combat de boxe au Central avant d'être assassiné devant les lavabos des toilettes.